# Théodore Morin
Pour les articles homonymes, voir Morin.
Étienne François Théodore Morin est un homme politique français né le 10 novembre 1814 à Dieulefit (Drôme) et mort le 27 février 1890 à Paris.

## Biographie
Avoué à Montélimar, fils du député Pierre Théodore Morin, il est conseiller général du canton de Dieulefit en 1846 et maire de Dieulefit en 1847. Il est élu député de la Drôme en avril 1848, seul député de droite de la Drôme, puis battu en mai 1849 et réélu, lors d'une élection partielle, contre Jules Favre en juillet 1849. Il siège à droite sous la Deuxième République puis dans la majorité soutenant le Second Empire. 
À partir de 1883, il est chargé d'affaires de la République de Saint-Marin qui le crée baron de Malsabrier. 
Protestant appartenant au courant dit « orthodoxe » de l'Église réformée, il est l'un des représentants les plus notables du département, notamment comme membre du conseil central des Églises réformées, créé par un décret-loi de Louis-Napoléon le 26 mars 1852.

## Distinctions
- 1866 : officier de la Légion d'honneur[5]